# 崔巍 (1966年)
崔巍（1966年—），山东青岛人，汉族，中华人民共和国政治人物、全国人民代表大会浙江地区代表。
毕业于北京舞蹈学院表演专业。杭州歌舞剧院副院长，北京奥运会开、闭幕式执行副总导演。2008年起担任全国人大代表。2013年，被选为全国人大代表。2018年2月24日，当选为第十三届全国人大代表。